# 1195 в Україні

## Події
- київський князь Рюрик Ростиславич та владимирський і суздальський князь Всеволод Юрійович почали вимагати від Ольговичів публічно відмовитися від претензій на київський престол, проте вони не побажали цього робити.
- Никифор II (митрополит Київський) мудрою настановою та порадами допоміг припинити кровопролиття між Київським князем Рюриком Ростиславичем і Великим князем суздальським Всеволодом.
- Рюрик Ростиславич із Всеволодом Юрійовичем здійснили похід на Чернігів.
- Рюрик Ростиславич через шантаж володимирського князя Всеволода ІІІ Велике Гніздо віддав йому п'ять волостей, наданих ним 1188 року своєму зятю Роману Мстиславичу після невдалого походу на Галичину.
- У Польщі відбулася битва над Мозгавою між силами Лешка I Білого та волинського князя Романа Мстиславича з одного боку та Мешка III Старого з сілезцями з іншого боку. Кровопролиття не визначило переможця, Роман Мстиславич зазнав поранення.
- князь Белзький Олександр Всеволодович
- князь Торчеський Ростислав Рюрикович

## Особи

### Померли
- Всеволод Мстиславич (князь волинський)
- Ізяслав Ярославич (князь шумський)
- Арефа Затвірник — православний святий, чернець Печерського монастиря, преподобний.

## Засновані, зведені
- Городенка
- Собор Апостолів (Білгород-Київський)